# Grupa arylowa

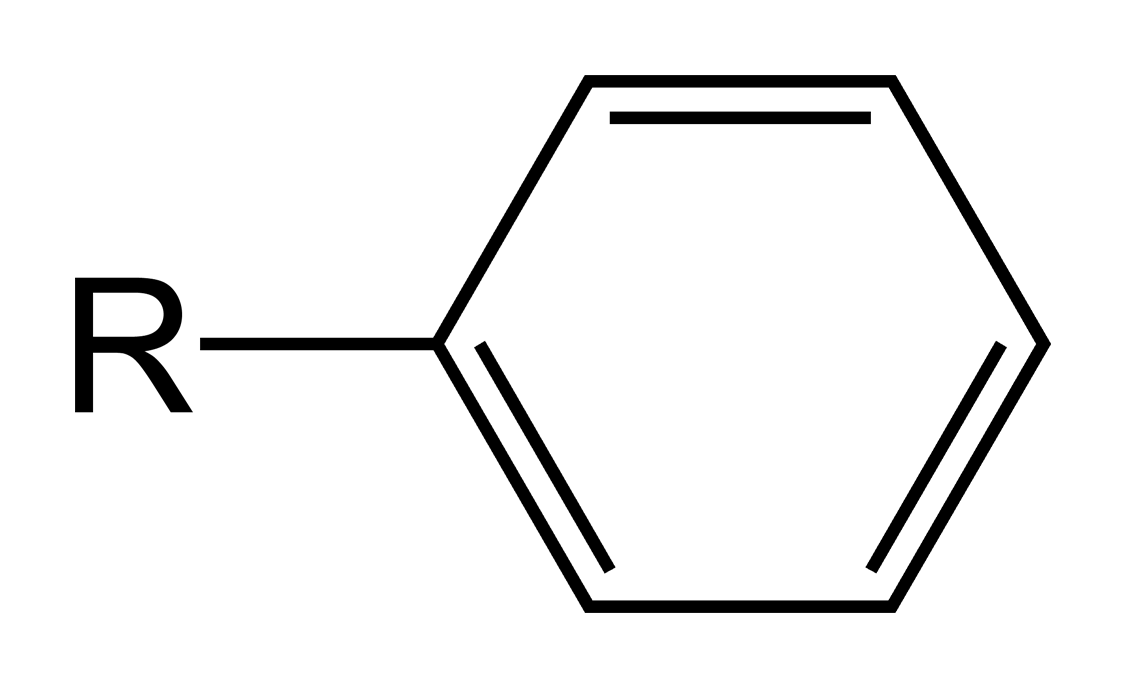
Grupa fenylowa (C_{6}H_{5}), najprostsza grupa arylowa

Grupa arylowa, potocznie aryl (symbol: Ar) – grupa funkcyjna wywodząca się ze związku aromatycznego (arenu lub heteroarenu), po odjęciu z pierścienia aromatycznego jednego atomu wodoru.